# Johann Peter Ommerborn

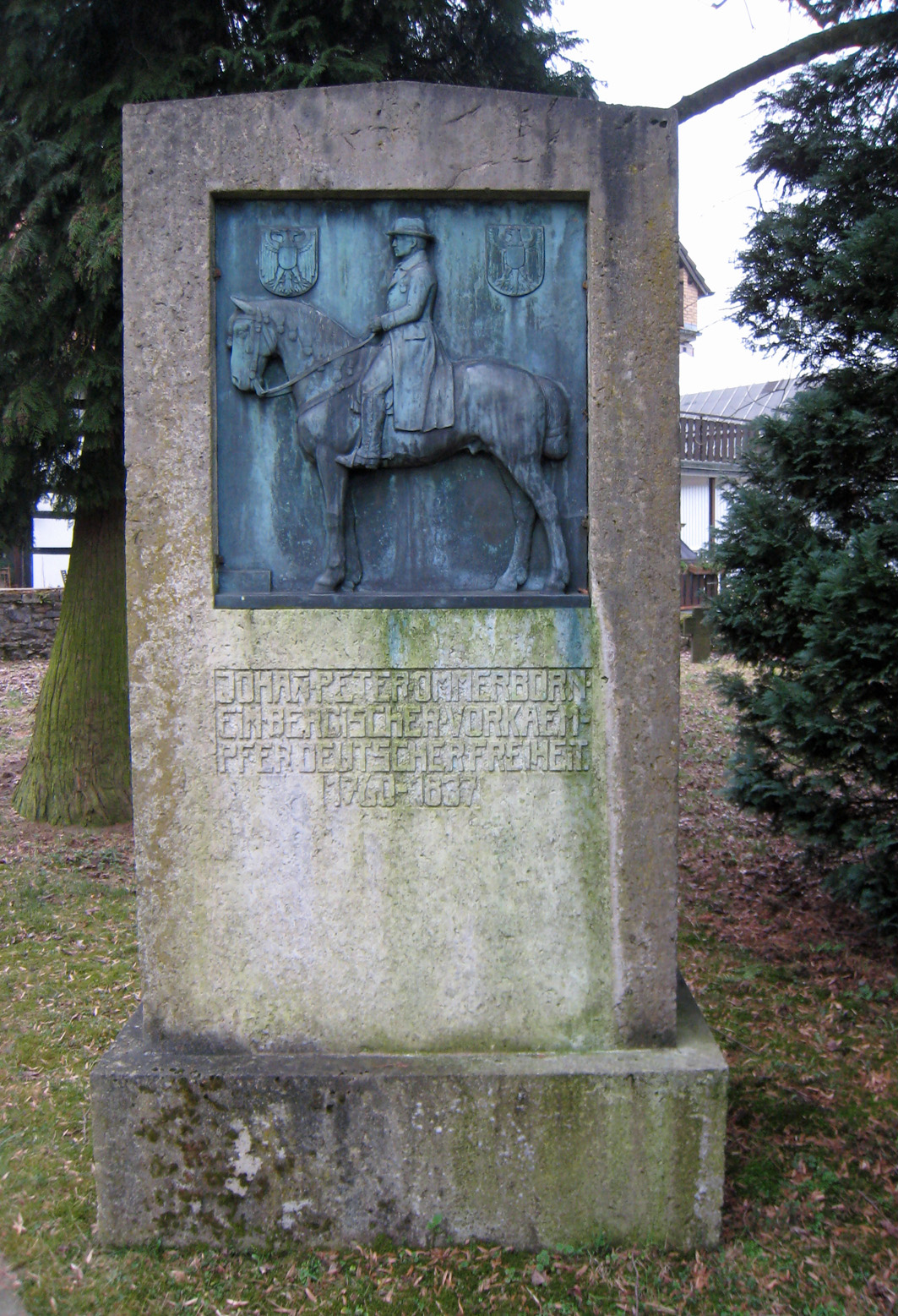
Ommerborndenkmal auf der Margaretenhöhe

Johann Peter Ommerborn (* 1. Januar 1762 in Ommerborn; † 10. Februar 1837 in Sand) war ein deutscher katholischer Pfarrer und Freiheitskämpfer in den Koalitionskriegen. Er war auch bekannt als Held vom Ommerborn.

## Leben
Ommerborn stammte aus einer Familie, die im gleichnamigen Ort Ommerborn ein Kameralgut bewirtschaftete. Nach einer humanistischen Ausbildung im Kloster der Franziskaner in Wipperfürth wurde er 1788 in Köln zum Priester geweiht. Anschließend übernahm er eine Kaplanstelle in Offermannsheide. Als die Franzosen 1795 das Bergische Land besetzten, fasste er mit weiteren Gesinnungsgenossen den Entschluss, sich unter Leitung von Ferdinand Stucker gegen die „Fremdlinge“ zu erheben, die plündernd durch das Land zogen. Nachdem man beim Kampf am Hohnsberg eine Niederlage erlitten hatte, begleitete er zunächst das kaiserliche Heer als Feldprediger. Man nannte ihn überall Heldenpastor. 1797 erhielt Ommerborn eine Pfarrstelle in Frielingsdorf. Seit 1826 wurde er Pfarrer in Sand.
Beigesetzt wurde er auf dem Alten Kirchhof Sand. Sein Grab wird von einer Grabplatte geziert.

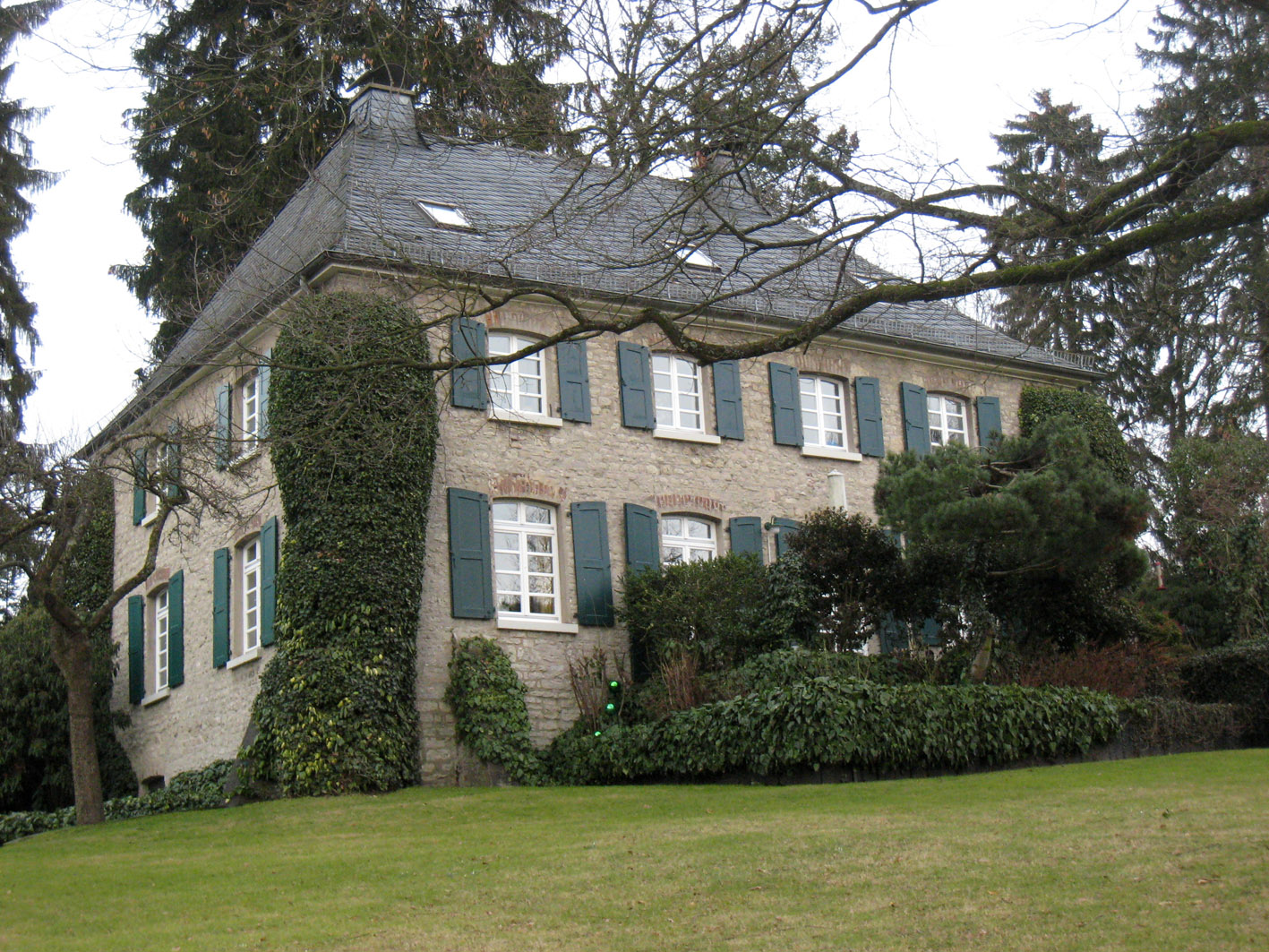
Altes Pfarrhaus Sand

## Altes Pfarrhaus Sand
Das von Pastor Ommerborn erbaute alte Pfarrhaus steht als Baudenkmal unter Nr. 33 in der Liste der Baudenkmäler in Bergisch Gladbach.

## Auszeichnungen
- Die Stadt Bergisch Gladbach hat ihm im Ortsteil Sand die Ommerbornstraße gewidmet.[3]